# Лъки Люк
Щастливия Люк е белгийски комиксов герой, създаден от Морис и Рьоне Госини (Morris, René Goscinny). Действието се развива в Дивия Запад през 1880. Щастливия Люк е каубой, който може да стреля по-бързо от сянката си. Има кон на име Джоли Джъмпър. Негови врагове са братята Далтън (Джо, Джак, Уилям и Аврел).
За първи път героят се появява през 1946 година. През 1967 се появява в Пилот. Прес 1990 Уолт Дисни прави филм наречен „Баладата на Далтън“. Прес 1986 Хана-Барбера правят епизоди на комиксовия герой. През 2001 са направени 52 епизода за Щастливия Люк. Новото предаване е наречено „Новите приключения на Щастливия Люк“ от Ксилам. През 2004 е направен игрален филм за него. През декември 2007 са направили пълнометражен филм за каубоя и се нарича „Към запад“. Направено е от Панте-известна, че е направила игралните филми за Астерикс и Ксилам.